# Carraleva
Carraleva (albanisch auch Carralevë oder auch Mali i Carralevës, serbisch Црнољева Crnoljeva) ist ein Gebirge im zentralen Kosovo, das die geografischen Regionen Metochien und Amselfeld voneinander teilt. Es wurde im Albanischen nach dem Dorf Carraleva benannt.

## Lage
Die Carraleva befindet sich östlich des Einzugsgebietes der Drenica und westlich der Mirusha und Topluga. Sie erstreckt sich länglich in Nord-Süd-Richtung. Der höchste Punkt ist die Topila mit einer Höhe von 1177 m. i. J.

## Industrie und Infrastruktur
Die Bergregion ist reich an Kohle sowie Chrom- und Magnesiterzen. 
Durch den zentralen Teil des Bergzugs führt die Schnellstraße M-9, welche Peja mit Pristina verbindet. Besonders in der Nähe dieser Straße werden Rohstoffe abgebaut. Im Süden, zwischen Suhareka und Shtime, quert die M-25 über den Dulje-Pass (852 m. i. J.) das Gebirge.